# (406957) Kochetova
(406957) Kochetova es un asteroide perteneciente al cinturón de asteroides, descubierto el 21 de julio de 2009 por Timur Kriachkov desde la Estación Zelenchukskaya, Cáucaso, Rusia.

## Designación y nombre
Designado provisionalmente como 2009 OK5. Fue nombrado en homenaje a la astrónoma rusa Olga Kochetova.

## Características orbitales
Kochetova está situado a una distancia media del Sol de 2,786 ua, pudiendo alejarse hasta 3,236 ua y acercarse hasta 2,337 ua. Su excentricidad es 0,161 y la inclinación orbital 8,806 grados. Emplea 1699 días en completar una órbita alrededor del Sol.

## Características físicas
La magnitud absoluta de Kochetova es 16,1.